# Boleslav Těšínský
Boleslav Těšínský (polsky Bolesław cieszyński) (narozen mezi lety 1331/1332, zemřel 23. července 1356) – člen těšínské linie Piastovců, krakovský a vratislavský kanovník, představený (latinsky praepositus) Kostela Všech svatých, kaplan českého krále Karla IV.

## Život
Boleslav byl syn těšínského knížete Kazimíra I. a Eufemie Mazovské.
Jako většina dětí tohoto páru byl i on předurčen k duchovní cestě. Spolu s ním byly duchovními jeho sestry Jolana Helena (polsky Jolanta Helena) a Alžběta (polsky Elżbieta) a také jeho dva bratři Jan a Siemovít. Důvod, proč Kazimír I. dal tři ze svých pěti synů na duchovní cestu byl prostý. Malé knížectví bylo malé pro pět knížat. Navíc lenní hold, který složil českým králům (Jan Lucemburský a Karel IV.) mu zajišťoval dostatečnou vojenskou i ev. materiální pomoc, Lucemburkové získali na oplátku loajální duchovní.
V roce 1345 byl ještě studentem (klerikem). Jan Lucemburský tou dobou zahájil jednání, aby mohl získat kanonizaci a obročí (také prebendy) ve vratislavské, nebo krakovské katedrále. Díky tomu v roce 1349 Boleslav zasedl v krakovské kapitule. Karel IV. jej dosadil do vratislavské kapituly. V roce 1353 jej jmenoval svým osobním kaplanem, tím se stal rovněž představeným Kostela Všech svatých na Pražském hradě.

## Smrt
Boleslav zemřel 23. července 1356. Místo jeho pohřbení není známo.